# Once Upon a Rainbow
Pour plus de détails, voir Fiche technique et Distribution.
Once Upon a Rainbow (彩雲曲, Choi wan kuk) est un film dramatique hongkongais réalisé par Agnes Ng et sorti en 1982 à Hong Kong.
Il totalise 3 002 128 HK$ de recettes au box-office.

## Synopsis
C'est l'histoire de la fille riche et la pauvre fille qui ont obtenu leur diplôme dans la scolarité.

## Fiche technique
- Titre original : 彩雲曲
- Titre international : Once Upon a Rainbow
- Réalisation : Agnes Ng
- Scénario : Lo Man-sang, Yee Chung-man (en) et Wong Kar-wai
- Musique : Teddy Robin
- Production : Wellington Fung
- Société de production : Golden Princess Film Production
- Pays d'origine :  Hong Kong
- Langue originale : cantonais
- Format : couleur
- Genre : drame
- Durée : 90 minutes
- Dates de sortie :
  -  Hong Kong : 21 avril 1982

## Distribution
- Chong Ching-yee
- Jade Hsu
- Marilyn Wong
- Ng Siu-gong
- Lui On-na
- Kent Tong
- Andy Lau
- Ray Lui
- Carrie Ng
- Eric Tsang